# Sarustrana
Sarustrana (Antigone antigone) är en asiatisk fågel i familjen tranor. Den är med en genomsnittlig längd på 150 centimeter världens största trana.

## Utseende och läte
Sarustranan är en mycket stor fågel, störst i sin familj. Den är i genomsnitt 150 cm lång och väger 7-8,5 kg. Vissa individer kan nå en längd på 170 cm, en vikt upp till 12 kg och ett vingspann på 2,8 m. Fjäderdräkten har en enhetlig grå färg, men dess fjäderlösa hud på huvudet och övre delen av halsen är röd. Vid öronöppningen finns tydliga synliga vita dunfjädrar. Könen skiljer sig inte till utseendet. Sarustranan har liksom andra tranor ett högljutt trumpetande läte, som vanligen hörs från ett par.

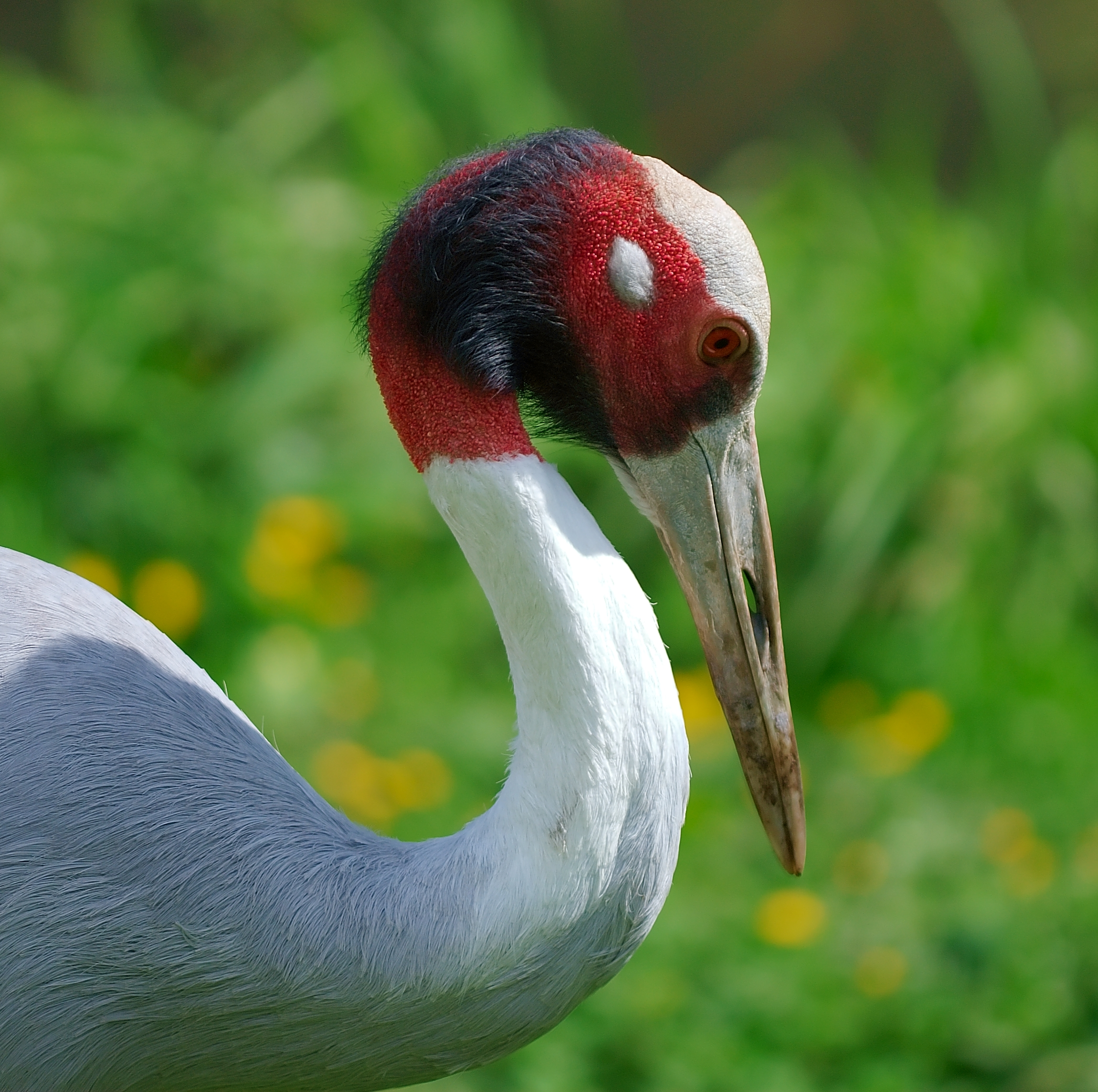
Närbild på huvudet.

## Utbredning och systematik
Dess utbredningsområde sträcker sig över stora delar av Sydostasien, från Pakistan till Malaysia. Sarustranan introducerades dessutom under 1960-talet i norra Australien. Fågeln stannar vanligen hela året i samma region, men kan förflytta sig beroende på tillgång på vatten.

### Släktestillhörighet
Tidigare placerades arten i släktet Grus. DNA-studier visar att sarustranan är nära släkt med prärietrana, brolgatrana och glasögontrana,  en grupp som är mer avlägset med övriga i släktet. De flesta auktoriteter bryter därför ut dem tilli släktet Antigone.

## Ekologi
I Indien påträffas arten i våtmarker, på öppna både torra och fuktiga gräsmarker samt åkrar. I Sydostasien och Australien däremot verkar den ha en förkärlek för torrt savannliknande landskap med småsjöar under häckningstid och öppna av människan skapade våtmarker vintertid.
Sarustrana är en allätare som intar vegetabilier, ryggradslösa djur och amfibier. I Indien kan den häcka året runt, med två toppar: en större mellan juli och oktober och en mindre februari–mars. I Sydostasien och Australien häckar den under regnperioden. Arten föder en eller två ungar, mycket sällsynt tre.

## Status
IUCN kategoriserar arten som sårbar (VU). Den tros ha minskat kraftigt till följd av habitatförstörelse och föroreningar och den utvecklingen antas fortsätta. Världspopulationen tros bestå av endast mellan 13 000 och 15 000 vuxna individer.